# سوم کاسته

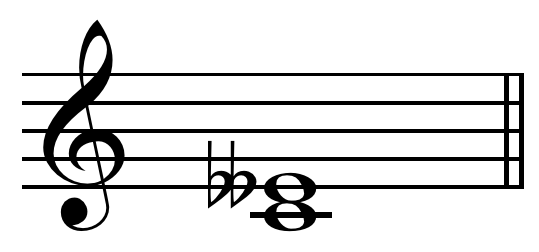
سوم کاسته از نت «دو» تا «می دوبل بمل».

سوم کاسته (انگلیسی: Diminished third) فاصله ای در موسیقی کلاسیک است که با کاستن نیم‌پرده کروماتیک از فاصله سوم کوچک به وجود می‌آید. معکوس آن ششم افزوده و فاصله مترادف، «دوم بزرگ» است. سوم کاسته در رده‌بندی، فاصله ای «نامطبوع» شناخته می‌شود و باید حل شود. فاصله سوم کاسته از نت پایه، ۲۰۰ سنت است.